# Антигомосексуальний закон Уганди 2014 року
Антигомосексуальний закон Уганди 2014 року (відомий також як законопроєкт "Про вбивство геїв" (англ. Kill The Gays bill) як його нарікли у західних медіа, через наявність смертної кари як одного з видів покарання за гомосексуальні практики) був прийнятий парламентом Уганди у 2013 році та підписаний Президентом Уганди Йовері Мусевені 24 лютого 2014 року. На відміну від початкового законопроєкту, покарання у вигляді смертної кари було змінено на довічне ув'язнення. Однак 1 серпня 2014 року Конституційний суд Уганди визнав закон неконституційним через порушення процедури його прийняття.  
Цей закон посилив би криміналізацію одностатевих відносин в Уганді. Закон також включав пункти, що стосувалися осіб, які знаходяться за межами Уганди і  яких звинувачують у порушенні цього закону, стверджуючи, що вони можуть бути екстрадовані до Уганди для подальшого покарання на території держави. Закон також передбачав покарання осіб, компаній та неурядових організацій, що надають допомогу або сприяють одностатевим відносинам, в тому числі проводять одностатеві шлюби. Крім того, цей закон надавав би змогу угандійському уряду відмовлятися від міжнародних та регіональних зобов'язань, які на думку уряду не відповідають інтересам цього закону.    

## Історія законопроєкту

### Історичний контекст Уганди
Одностатеві стосунки в Уганді були незаконними з часів британського колоніального правління і до прийняття цього закону вони каралися тюремним строком ув'язнення до 14 років. Таким чином британські колоністи намагалися карати "неприродні сексуальні практики" серед місцевого населення Уганди  . У деяких регіонах країни гомосексуальні практики серед чоловіків були поширені протягом століть, як, наприклад, у Стародавній Греції, коли воїни купували хлопчиків як наречених, особливо у регіонах з меншою кількістю жінок, ніж чоловіків, або ж проявлялися у поодиноких зустрічах, що можна охарактеризувати як проституція. Нині гомосексуальність є криміналізованою у 38 з 53 африканських країни серед яких знаходиться і Уганда..     
Деякі захисники прав ЛГБТ стверджують, що в Уганді близько 500 000 людей є гомосексуальними, що становить 1,4 відсотка від населення країни станом на 2014 рік.. Проте BBC в 2009 році та ті ж самі правозахисники зазначають, що визначити фактичну кількість геїв які проживають в Уганді, дуже складно якщо взагалі можливо. Уряд Уганди в свою чергу, назвав цифру 500 000 людей перебільшенням, що покликане підвищити популярність гомосексуальності в країні.      
Опитування 2013 року, проведене Pew Research Center показало, що 96% угандійців вважають, що суспільство не має приймати гомосексуальність. Тому як і в багатьох інших африканських країнах, гомосексуали та інші представники та представниці ЛГБТ спільноти в Уганді стикаються з проявими фізичного насильства, вандалізму направленого на їхню власність, шантажу, погрозами смертю та "виправного зґвалтування".

### Вплив християнських місіонерів
На початку ХХІ століття в Уганду активно почали прибувати християнські місіонери, які серед іншого проповідували знання про те, що гомосексуальність є аморальним явищем, що не відповідає законам Божим. Згодом місіонерські служби та семінари почали ставати популярними серед місцевого населення Уганди. Одним з прикладів таких успішних семінарів, що викликав резонанс у суспільстві, був "Семінар з розкриття намірів гомосексуалів" організований Мережею сімейного життя під керівництвом угандійця Стівена Ланга, що проводився з 5 по 8 березня 2009 року в місті Кампала, столиці Уганди. На семінарі взяли участь три євангельські християни з США: Скотт Лайвлі, автор, який написав кілька книг, що засуджували гомосексуальність; Келеб Лі Брюндідж, колишній геї, який проводив сеанси з метою лікування гомосексуальності; та Дон Шмійрер, член правління організації Exodus International, присвяченої просуванню "свободи від гомосексуальності силою Ісуса Христа", яка фінансувалася мережею ресторанів Chick-Fil-A. Темою семінару було: "як зробити геїв нормальними", "як часто геї розбещують хлопців-підлітків" та "як гей-рух є підступною інституцією, метою якої є перемогти суспільство, засноване на традиційних шлюбах, і замінити його культурою сексуальної розбещеності". На своїх семінарах Лайвлі стверджував, що легалізація гомосексуальності означатиме повне прийняття сексуального насилля над дітьми та збочення. Він також заявив, що геї загрожують суспільству, адже сприяють зростанню рівня розлучень, сексуального розбещення дітей, а також підвищують рівень поширення ВІЛ-інфекції. За словами англіканського священника Капуа Каоми, один з тисячі присутніх на конференції угандандійців виступив зі словами: "Необхідно розробити новий закон, який всебічно стосується проблеми гомосексуальності і ... бере до уваги міжнародні наміри геїв .... Зараз є пропозиція про розробку такого закону"
Також у березні 2009 року Лайвлі зустрічався з кількома депутатами Уганди та міністром етики та доброчесності Джеймсом Нсабою Бутуро. Тоді Лайвлі писав у своєму блозі, що Ланга був "дуже радий результатами наших зусиль і впевнено прогнозував, що в найближчі тижні можна буде спостерігати значне поліпшення морального клімату нації та масове зростання активізму за права традиційної сім'ї у кожній соціальній сфері. Він сказав, що шановний спостерігач суспільства в Кампалі сказав йому, що наша кампанія була як ядерна бомба проти намірів геїв в Уганді. Я молюсь, щоб ці прогнози були правдивими". 

### Парламентські слухання та прийняття закону
У квітні 2009 року парламент Уганди прийняв резолюцію, яка дозволила депутату Девіду Бахаті в жовтні подати законопроєкт щодо посилення законів проти гомосексуальності. Бахаті зачитав законопроєкт у Парламенті 13 жовтня 2009 року.
Коли законопроєкт був зареєстрований, незалежний депутат заявив, що, на його думку, існує 99-відсотковий шанс того, що законопроєкт буде прийнятий. Президент Уганди Йовері Мусевені відкрито висловив свою підтримку законопроєкту, заявивши: "Раніше ми говорили Містер і Місіс, а зараз це Містер і Містер. Як це розуміти?"
Протягом 2009 - 2013 років законопроєкт декілька разів спробували прийняти після слухань у Парламенті Уганди без внесення змін до основних пунктів законопроєкту. Проте за цей період законопроєкт так і не був прийнятий. 20 грудня 2013 року Парламент нарешті затвердив законопроєкт, змінивши покарання за "гомосексуальність з обтяжувальними обставинами" та "злочин гомосексуальності" у вигляді смертної кари на довічне ув'язнення.
Президент Мусевені публічно підписав законопроєкт 24 лютого 2014 року, а потім заявив, що на підставі наукового дослідження, яке він замовив, люди не народжуються гомосексуалами, а отже це є виявом соціальної поведінки людини, і відповідно до такої людини можуть бути застосовані санкції. 

### Скасування закону та сучасні настрої
1 серпня 2014 року Конституційний суд Уганди визнав закон недійсним, оскільки він був прийнятий без дотримання необхідного кворуму. Тоді депутат Бахаті оголосив, що уряд звернеться до Верховного суду Уганди щодо скасування даного рішення. Однак, у новинах від 13 серпня 2014 року зазначається, що генеральний прокурор Уганди відмовився від усіх планів на апеляцію відповідно до директиви президента Мусевені, який був занепокоєний закордонною реакцією на цей закон. Зі слів прокурора Президент також заявив, що будь-який новий законопроєкт не повинен криміналізувати одностатеві стосунки між дорослими, що свідомо погодилися на такі стосунки.
Тим не менш, восени 2019 року, депутат Джеймс Нсабо Бутуро заявив, що у парламенті поновилися розмови про повернення до цього законопроєкту у першочерговій його редакції, зі смертною карою як покарання за одностатеві стосунки. Саймон Лодоко також заявив, що чинний кримінальний кодекс є незадовільним. Адже одної лише криміналізації гомосексуальності недостатньо, і необхідно карати будь-кого, хто бере участь у пропагуванні та наверненні у гомосексуальність. Лодоко також притримується думки, що "тим, хто чинить тяжкі злочини, буде призначено смертну кару".

## Зміст законопроєкту
Законопроєкт криміналізує сексуальні стосунки між особами однієї статі. Також він криміналізує поширення чи визнання подібних сексуальних практик будь-яким індивідом, урядовою чи неурядовою установою як в Уганді, так і поза її межами.
Принципами цього законопроєкту, як вказано на початку, є "...встановлення всебічного консолідованого законодавства щодо захисту традиційної сім’ї шляхом заборони будь-яких форм сексуальних відносин між особами однієї статі та поширення чи визнання таких сексуальних відносин"
Метою законопроєкту зазначено посилення спроможності нації протистояти новим внутрішнім і зовнішнім загрозам “традиційній” гетеросексуальній сім’ї.Також текст законопроєкту зазначає, що одностатевий потяг не є вродженою та незмінною характеристикою. А також протистояння правозахисникам ЛГБТ спільноти, "що прагнуть нав’язати їх цінності сексуальної розбещеності на населення Уганди”. Додатково також зазначено, що існує “необхідність захисту дітей та молоді Уганди, які є вразливими до сексуального розбещення та девіаціям в результаті культурних змін, нецензурованих інформаційних технологій, ... та зростанню спроб гомосексуалів виховувати дітей у гомосексуальних стосунках через усиновлення, виховання чи іншим чином”.
Завданнями законопроєкту є:
- визначити шлюб в Уганді як такий, що укладається лише між чоловіком та жінкою
- заборонити та карати гомосексуальну поведінку та пов’язані з нею практики в Уганді, оскільки вони становлять загрозу для традиційної сім’ї
- заборонити ратифікацію будь-яких міжнародних договорів, конвенцій, протоколів, угод та декларацій, котрі суперечать чи не узгоджуються з положеннями даного законопроєкту
- заборонити ліцензування організацій котрі пропагують гомосексуальність

Законопроєкт вирізняє дві категорії злочинів: 
- Гомосексуальність з обтяжувальними обставинами (англ. aggravated homosexuality). Це гомосексуальний контакт в якому один із партнерів чи партнерок є ВІЛ-позитивними, неповнолітніми або людиною з інвалідністю. Або повторне звинувачення у гомосексуальних зв’язках. Коли законопроєкт був представлений, покаранням за цей тип гомосексуальних зв’язків була смертна кара[3].
- Злочин гомосексуальності (англ. the offense of homosexuality). Ця категорія є доволі розмитою, до неї належать ті, хто поширюють або визнають гомосексуальність, а також ті, хто практикують гомосексуальні стосунки[3].

В законопроєкті також зазначено, що громадяни Уганди, що порушили цей закон поза межами країни, мають бути екстрадовані до Уганди з метою подальшого суду над ними.
Зазначені санкції змінилися з моменту представлення цього законопроєкту у парламенті. Почасти це спричинено міжнародною критикою цього законопроєкту. Так, смертна кара була усунена як покарання. ЇЇ замінено на довічне ув’язнення, яке може стати покаранням як за гомосексуальність з обтяжувальними обставинами, так і за злочин гомосексуальності. Також було прибрано кримінальну відповідальність за утримання від повідомлення про гомосексуальних людей.

## Реакції та критика законопроєкту
Західні медіа були шоковані поданням цього законопроєкту, його назвали законопроєкт "Про вбивство геїв" через впровадження смертної кари як покарання за гомосексуальні практики, що порушує права людини. І загалом засуджували такі дії уряду Уганди. На відміну від західних Українські ЗМІ активно не висвітлювали цю тематику у 2014 році, коли був прийнятий цей законопроєкт .
Уряди США та європейських держав відреагували негативно. Засуджуючи дії влади Уганди, низка країн скасували фінансову допомогу Уганді. Так, Барак Обама, тогочасний президент США зазначив, що “прийняття цього законопроєкту ускладнить відносини з Угандою”.Прем’єр-міністр Великої Британії Девід Камерон наголошував на скасуванні закону, адже всі реципієнти підтримки Великої Британії мають поважати та дотримуватися прав людини. Світовий Банк у відповідь на цей законопроєкт відклав Уганді позику на суму 90 мільйонів доларів.
В Уганді населення загалом підтримало цей закон та влаштовувалися марші підтримки антигомосексуальному законопроєкту. 
У 2013 році американський режисера африканського походження Роджер Росс Вільямс зняв документальний фільм, що має назву "Бог любить Уганду". У фільмі режисер засуджує вплив американських євангелістів на культуру Уганди та власне на розповсюдження гомофобних настроїв серед місцевого населення.